# Championnat du Kirghizistan de football 2019
Navigation
Saison précédente Saison suivante
La saison 2019 du Championnat du Kirghizistan de football est la vingt-huitième édition de la première division au Kirghizistan. Il y a huit équipes engagées cette saison et la compétition prend la forme d'une poule unique où les formations s'affrontent à quatre reprises.
C'est le Dordoi Bichkek, qui remporte la compétition cette saison après avoir terminé en tête du classement final. C'est le onzième titre de champion du Kirghizistan de l'histoire du club.
Le vainqueur du championnat se qualifie pour la phase de groupe de la Coupe de l'AFC 2020, la compétition inter-clubs de deuxième niveau en Asie tandis que le vainqueur de la coupe nationale doit passer par le tour préliminaire.

## Les clubs participants
- Dordoi Bichkek
- Abdish-Ata Kant
- FC Alay Och
- Alga Bichkek
- FC Khimik Kara-Balta
- FC Neftchi Kotchkor-Ata
- Ilbirs Bishkek
- Akademija Osh

## Compétition
Le barème de points servant à établir le classement se décompose ainsi :
- Victoire : 3 points
- Match nul : 1 point
- Défaite : 0 point

### Classement
| Rang | Équipe                   | Pts | J  | G  | N | P  | Bp | Bc | Diff |
| ---- | ------------------------ | --- | -- | -- | - | -- | -- | -- | ---- |
| 1    | Dordoi Bichkek T         | 66  | 28 | 21 | 3 | 4  | 76 | 21 | +55  |
| 2    | FC Alay Och              | 62  | 28 | 20 | 2 | 6  | 66 | 35 | +31  |
| 3    | Alga Bichkek             | 47  | 28 | 14 | 5 | 9  | 47 | 35 | +12  |
| 4    | FC Neftchi Kotchkor-AtaC | 46  | 28 | 14 | 4 | 10 | 43 | 31 | +12  |
| 5    | Abdish-Ata Kant          | 53  | 28 | 11 | 2 | 15 | 41 | 59 | -18  |
| 6    | Ilbirs Bishkek           | 35  | 28 | 10 | 5 | 13 | 49 | 46 | +3   |
| 7    | FC Khimik Kara-Balta     | 19  | 28 | 5  | 4 | 19 | 24 | 66 | -42  |
| 8    | Akademija Osh            | 11  | 28 | 2  | 5 | 21 | 22 | 75 | -53  |

|  | Qualification pour la Coupe de l'AFC 2020                                                    |
|  | T : Tenant du titre C : Vainqueur de la Coupe du Kirghizistan P : Promu de deuxième division |

- source : Fédération du Kyrgyzstan[1]

Le nombre de clubs relégués ou promus dépend de la capacité des clubs à satisfaire toutes les exigences de licence de la première division.

## Bilan de la saison
| Championnat du Kirghizistan de football 2019 |                            |
| Champion                                     | Dordoi Bichkek (11e titre) |
| Coupes et trophées                           |                            |
| Vainqueur de la Coupe du Kirghizistan 2019   | FC Neftchi Kotchkor-Ata    |
| Qualifications continentales                 |                            |
| Coupe de l'AFC 2019                          | Dordoi Bichkek             |
| Coupe de l'AFC 2019                          | FC Neftchi Kotchkor-Ata    |
| Promotions et relégations                    |                            |
| Promus en Vysshaya Liga                      | aucun                      |
| Relégués en Deuxième division                | aucun                      |